# Henri Thellin
Heinrich "Henri" Thellin (ur. 27 sierpnia 1931 w Duisburgu – zm. 17 września 2006) – belgijski piłkarz grający na pozycji lewego obrońcy. Był reprezentantem Belgii.

## Kariera klubowa
Całą swoją karierę piłkarską Thellin spędził w klubie Standard Liège. W Standardzie zadebiutował w sezonie 1949/1950 w pierwszej lidze belgijskiej i grał w nim do końca sezonu 1964/1965 rozgrywając w nim 380 ligowych meczów. Wraz ze Standardem trzykrotnie wywalczył tytuł mistrza Belgii w sezonach 1957/1958, 1960/1961 i 1962/1963 oraz dwa wicemistrzostwa w sezonach 1961/1962 i 1964/1965. Zdobył też Puchar Belgii w sezonie 1953/1954.
| Sezon   | Klub           | Kraj   | Rozgrywki          | Mecze | Gole |
| ------- | -------------- | ------ | ------------------ | ----- | ---- |
| 1949/50 | Standard Liège | Belgia | Division d'Honneur | 9     | 0    |
| 1950/51 | Standard Liège | Belgia | Division d'Honneur | 28    | 0    |
| 1951/52 | Standard Liège | Belgia | Division d'Honneur | 28    | 0    |
| 1952/53 | Standard Liège | Belgia | Division 1         | 29    | 0    |
| 1953/54 | Standard Liège | Belgia | Division 1         | 27    | 0    |
| 1954/55 | Standard Liège | Belgia | Division 1         | 29    | 0    |
| 1955/56 | Standard Liège | Belgia | Division 1         | 23    | 0    |
| 1956/57 | Standard Liège | Belgia | Division 1         | 11    | 0    |
| 1957/58 | Standard Liège | Belgia | Division 1         | 27    | 0    |
| 1958/59 | Standard Liège | Belgia | Division 1         | 28    | 0    |
| 1959/60 | Standard Liège | Belgia | Division 1         | 20    | 0    |
| 1960/61 | Standard Liège | Belgia | Division 1         | 28    | 0    |
| 1961/62 | Standard Liège | Belgia | Division 1         | 30    | 0    |
| 1962/63 | Standard Liège | Belgia | Division 1         | 29    | 0    |
| 1963/64 | Standard Liège | Belgia | Division 1         | 8     | 0    |
| 1964/65 | Standard Liège | Belgia | Division 1         | 26    | 0    |

## Kariera reprezentacyjna
W reprezentacji Belgii Thellin zadebiutował 2 marca 1958 w przegranym 0:2 towarzyskim meczu z RFN, rozegranym w Brukseli. Grał w eliminacjach do MŚ 1962. Od 1958 do 1961 rozegrał w kadrze narodowej 16 meczów.